# Hemidactylus richardsonii
Hemidactylus richardsonii este o specie de șopârle din genul Hemidactylus, familia Gekkonidae, descrisă de Gray 1845. Conform Catalogue of Life specia Hemidactylus richardsonii nu are subspecii cunoscute.